# Johann Gottfried Tulla
Johann Gottfried Tulla, född 1770, död 1828, var en tysk ingenjör. År 1807 grundade han en av de första tekniska högskolorna - Ingenieurschule (idag är det Karlsruher Institut für Technologie). Han arbetade med regleringen av Rhen.